# Samir Naqqash
Samir Naqqash (in arabo سمير نقاش‎?, in ebraico סמיר נקאש‎?; Baghdad, 1938 – Petah Tiqwa, 6 luglio 2004) è stato uno scrittore, drammaturgo e traduttore iracheno naturalizzato israeliano.

## Biografia
Samir Naqqash è nato a Baghdad in una famiglia di artigiani e commercianti della borghesia ebraica. Iniziò a scrivere all'età di sei anni e all'età di tredici anni emigrò con tutta la sua famiglia in Israele. Dopo la morte del padre, decise di allontanarsi da Israele e visse in diversi paesi tra il 1958 e il 1962 prima di tornarvi, riunirsi alla famiglia e lavorare in diversi settori. Negli anni settanta si è laureato in letteratura araba all'università ebraica di Gerusalemme. Tutte le sue opere sono in arabo (letterario e dialettale).
S. Naqqash ha partecipato al film documentario, Forget Baghdad: Jews and Arabs – The Iraqi Connection, 2002, scritto e diretto da un regista che si identifica semplicemente come "Samir" e con la partecipazione di Nurith Aviv come direttrice della fotografia. Il film è incentrato sulle storie di quattro scrittori iracheni-israeliani: Shimon Ballas, Sami Michael, Samir Naqqash e Mousa Houry.

## Riconoscimenti
È stato il vincitore del Premio per la letteratura araba in Israele, conferito dalla Presidenza della Repubblica, per tre volte: nel 1981, per la raccolta di racconti Il giorno in cui il mondo fu concepito e abortito, nel 1985 per il racconto Quando cadono i lati del triangolo, e nel 1988 complessivamente per tutte le sue opere.

## Opere
Il seguente è un elenco essenziale e non esaustivo. L'ultimo romanzo dell'autore è disponibile in francese. La sua opera importante, interessante e variegata, è ancora poco tradotta benché conosciuta e studiata a livello accademico, e comprende opere teatrali, raccolte di racconti, romanzi e novelle:
- Samīr Naqqāsh, Al khata', 1971 [L'errore] (racconti)
- Samīr Naqqāsh. Hikaya kul-zaman wa-makan, 1978 [Storie di ogni tempo e luogo] (racconti)
- Samīr Naqqāsh. Anā wa-hā'ulā 'wa-al-fiṣām: majmū'at qiṣaṣ'Irāqīyah, 1978b [Io, loro e la schizofrenia, raccolta di storie irachene].
- Samīr Naqqāsh. Yom habalat wa-ajhadat ad-dunya. Qasas al-Iraqiya, 1980 [Il giorno che il mondo fu concepito e abortito] (racconti)
- Samīr Naqqāsh. 'Indamā tasquṭ aḍlā' al-muthallathāt, 1984. [Quando cadono i tre lati del triangolo, racconto]
- Samīr Naqqāsh.  Nuzula wa khayt al-sheytan. Riwaya ìraqiya [I sublocatari e la tela del ragno, romanzo iracheno][3]
- Samīr Naqqāsh. Fūwah yā dam! : nūbīlā'Irāqīyah, 1987 [Rosso sangue! Novella irachena]
- Samīr Naqqāsh. Al rijs, 1987b [L’abominio, romanzo]
- Samīr Naqqāsh. Al-Maqrūrūn : masraḥīyah, Tel Aviv, 1990 ["The Merry Drills", spettacolo teatrale].
- Samīr Naqqāsh. Nubu'at rajul majnun fi madinat mal`una, 1995 [Profezie di un pazzo in una città maledetta, racconti]
- Samīr Naqqāsh. Shlomo le Kurde, moi et le temps, tradotto dall'arabo (Shlomo el-kurdi, ana wazzaman, 2004) da Xavier Luffin, Galaade, 2014. "Shlomo è un vecchio che sente che la sua fine si avvicina. Ritorna quindi al suo passato, una vita fatta di viaggi e incontri. Ha viaggiato per il mondo come un avventuriero, eppure i suoi viaggi incessanti mettono in evidenza la sensazione di essere ovunque ma anche da nessuna parte. Attraverso le memorie di Shlomo, Samir Naqqash ritorna anche alla storia dell'Europa e del Medio Oriente, tra la prima guerra mondiale e gli anni '80[4]".

Un estratto in inglese dalla novella, A`wār al malā'ika, [I genitali degli angeli]
La novella "Tantal" (da Naqqash 1978b) in inglese
Nagib Mahfuz, scrittore egiziano e vincitore del premio Nobel per la letteratura, ha elogiato il lavoro di S. Naqqash.
S. Naqqash ha tradotto dall'ebraico in arabo un romanzo di Sami Michael (Victoria, Cairo, 1995), e uno di Shimon Ballas (The Autumn Signs, Colonia, 1997).

## Opere e contesto contemporaneo
Ruth Naqqash Vigiser, sorella minore e traduttrice dell'autore per la lingua ebraica, ha definito il fratello uno scrittore post-moderno, cosa che ha sollevato considerazioni in sede critica. È sempre discutibile infatti, "etichettare" in modo univoco un'opera tanto diversificata benché riunita da uno stile personale e inconfondibile.

In una delle due introduzioni firmate dall'autore alle sue raccolte di racconti (1971, 1978), Naqqash definiva i suoi libri come "tentativi" dinanzi ad un orizzonte completamente aperto di possibilità.
Alcuni dei miei tentativi [d'innovazione] in questa raccolta non stanno a significare che io rifiuti il racconto realista, psicologico o lo "stream of consciousness", forme apprezzate ed abituali per il lettore. Sono cosciente della necessità di corrispondenza tra forma e contenuto e conto di utilizzarle in futuro come ho già fatto in passato, senza interrompere con i miei esperimenti con il nuovo. E tuttavia quest'ultimi, indipendentemente dalle formule che verranno a definirli, saranno necessariamente dei quadri eccessivi che andranno a dipingere altrettanti scarti nelle regioni inesplorate della condizione umana (v. sopra "opere" 1978:16). 
In una sua intervista con Ammiel Alcalay pubblicata circa vent'anni dopo, Naqqash dichiarava un interesse che datava dal suo primo apprendistato letterario per l'esistenzialismo francese, maturato nel corso del tempo piuttosto per il Nouveau roman e per Alain Robbe-Grillet in particolare. Il post-modernismo di Naqqash sta forse proprio nella sua apertura alla sperimentazione e nella sua percezione e trattamento della commistione tra cinema e letteratura contemporanea, e questo anche e specialmente al livello della progettazione dei suoi "tentativi", fatto che fa di lui un esempio di spicco nella letteratura araba e mondiale contemporanea.
Una precedente fase lo aveva visto alle prese con un gesto "neorealista" che includeva dialoghi nei dialetti di Baghdad (Musulmano ed Ebraico) inclusi in una cornice in cui il 'framework" in lingua letteraria è affidato al narratore. Questi testi si distinguono per la loro complessità, per la loro ricchezza in termini di immagini e movimento, e per una capacità molto spiccata di penetrare nell'interiorità dei personaggi e in quello che effettivamente pensano, e che fluisce in un continuo "stream of consciousness" (v. "opere 1980, 1986, 1987).
Da un momento iniziale, in cui un talento evidente resta permeato da un senso di freschezza e talvolta anche di ingenuità, la maturità arriva presto per Samir Naqqash, così come l'apertura verso orizzonti nuovi che lo inseriscono nel novero dei grandi innovatori della letteratura mondiale.
Ad una pratica letteraria tanto audace e aperta verso l'esterno non ha corrisposto un riconoscimento dovuto. L'autore ha pagato il prezzo di usare una lingua minoritaria in un sistema letterario ben diversamente orientato, piuttosto centralizzato che pluralista, cui consegue la pubblicazione in serie limitata delle proprie opere, talvolta a proprie spese, e in molti casi con il solo sostegno dell'Associazione degli Accademici e Artisti Ebrei Rifugiati dall'Iraq in Israele presieduta da Shmuel Moreh.
Più di recente le "Edizioni del Cammello"  hanno ristampato una buona parte dei suoi lavori essenziali, rinnovando l'interesse degli orientalisti, degli studiosi di letterature comparate e di critica letteraria e culturale.
Il citato Shlomo il curdo io e il tempo, sua ultima opera e primo tra i lavori che lo hanno fatto conoscere al pubblico europeo, fa in qualche modo il punto stilistico al volgere del terzo millennio, sintetizzando le precedenti esperienze. In questo grande romanzo storico Naqqash prevede un percorso "nomadico" tra le montagne del Curdistan, Baghdad, India e Israele, piuttosto che ambientazioni statiche nella città di Baghdad. Affronta dunque il problema del plurilinguismo dei territori percorsi da Shlomo (vero 'Sindbad di terra' moderno) mediandolo nella narrazione secondo vari livelli stilistici e molteplici considerazioni storiche, antropologiche e linguistiche. Il romanzo è una chiave importante anche per affrontare in retrospettiva i suoi lavori precedenti.